# Guadalupe River (San Antonio Bay)
Der Guadalupe River ist ein etwa 700 km langer Zufluss des Golfs von Mexiko im US-Bundesstaat Texas.
Er fließt vom Kerr County zur San Antonio Bay und in den Golf von Mexiko. Der Fluss wird zum Rafting und Kanufahren genutzt. Größere Städte am Flusslauf sind New Braunfels, Kerrville, Seguin, Gonzales, Cuero und Victoria. Der Guadalupe River wird von mehreren Dämmen aufgestaut. Der bekannteste davon ist der Canyon Dam, welcher den Fluss nordwestlich von New Braunfels zum Canyon Lake aufstaut.

## Flusslauf
Der Oberlauf des Guadalupe River, im Texas Hill Country, ist ein kleines schnellfließendes Gewässer mit Kalksteinufern, der von Pecannussbäumen und Echten Sumpfzypressen gesäumt wird.
Der eigentliche Fluss entsteht durch den Zusammenfluss der beiden Hauptquellarme, dem North Fork Guadalupe River und dem South Fork Guadalupe River, beide 45 km lang.
Der obere Flussabschnitt ist in den Frühjahrs- und Sommermonaten beliebt zum Tubing. Dabei lassen sich die Leute mit aufgeblasenen Gummischläuchen (tubes) den Fluss hinunter treiben.
Östlich von Boerne, an der Grenze zwischen Kendall County und Comal County, durchfließt der Fluss den Guadalupe River State Park. Dort befindet sich eine der beliebtesten Tubing-Strecken am gesamten Flusslauf.
Der untere Flusslauf beginnt am Ausfluss aus dem Canyon Lake nahe New Braunfels.
Dieser Abschnitt zwischen Canyon Dam und New Braunfels wird am stärksten von Erholungssuchenden genutzt.
Es sind Wildwasser-Aktivitäten für Rafting, Kanu, Kajak und Tubing möglich.
Die Abflussmengen des Flusses variieren stark. Sie hängen von den Jahreszeiten sowie von Niederschlagsereignissen in der Umgebung ab.

Etwa 3 km westlich von Gonzales trifft der San Marcos River auf den Guadalupe River.
Der San Antonio River erreicht den Guadalupe River etwas nördlich von Tivoli.
Bevor der Guadalupe River in das Ästuar der San Antonio Bay mündet, bildet er ein Flussdelta und teilt sich in zwei Arme auf, dem 3,5 km langen North Guadalupe River und dem 2,6 km langen South Guadalupe River. Der North Guadalupe River ist meist vom Hauptfluss abgeschnitten. Beide Arme fließen in die Guadalupe Bay und San Antonio Bay.

## Flutkatastrophen

### Vor 2025
Die Gegend um diesen Fluss ist immer wieder Schauplatz heftiger Starkregen und heftiger Überflutungen. Nach Medienberichten kam es laut US Geological Survey in den Jahren 1936, 1952, 1972, 1978, 1987, 1991 und 1997 zu Überschwemmungen des Guadalupe River. 1978 starben dabei 33 Menschen, 1987 gab es zehn Todesopfer.

### 2025
Am frühen Morgen des 4. Juli 2025 kam es infolge eines Starkregenereignisses an den Quellflüssen des Guadalupe River im Kerr County zu verheerenden Sturzfluten, die mehr als 100 Menschen das Leben kosteten. Der Katastrophenfall wurde ausgerufen. Dabei fielen lokal bis zu 300 mm Niederschlag, etwa ein Drittel des durchschnittlichen Jahresniederschlages im besonders betroffenen Kerr County. Durch die Starkniederschläge stieg der Flusspegel binnen 45 Minuten um etwa acht Meter an.
Mit Stand 24. Juli gab es in Texas aufgrund der Sturzfluten mindestens 137 bestätigte Todesfälle, 166 Menschen wurden noch vermisst. Unter den Toten waren zahlreiche Mädchen, die an einem Sommercamp im „Camp Mystic“ (⊙) am Ufer des South Fork Guadalupe River teilgenommen hatten. Mehr als 850 Personen konnten gerettet werden. Die für die Starkregenfälle verantwortliche hohe Luftfeuchtigkeit stammte u. a. von Resten des Tropensturms Barry, der wenige Tage zuvor in Mexiko auf Land getroffen war, bevor die von dem Sturm noch feuchten Luftmassen nach Texas zogen.
Nach der Katastrophe wurde über Fehler beim politischen Krisenmanagement diskutiert. Kritisiert wird u. a., dass es trotz einer Unwetterwarnung des National Weather Service erst nachts Flutwarnungen gegeben habe und keine Evakuierungsanordnungen ausgegeben wurden. Kritisiert wurde auch die Regierung Trump, deren Department of Government Efficiency unter Leitung von Elon Musk direkt nach Amtsantritt im Januar 2025 die Finanzierung für den Wetterdienst und die Klimabehörde NOAA zusammengestrichen und zahlreiche Wissenschaftler entlassen hatte.
Auch das örtliche Krisenmanagement kam unter Kritik. Die Überflutungsgefahr sei in der Region bekannt gewesen, ein Warnsystem mit Sirenen habe es jedoch aus Kostengründen nicht gegeben. Der National Weather Service gab an diesem Tag mehrere Warnung über IPAWS heraus; lokale Behörden warnten an diesem Morgen hingegen nicht selbst über IPAWS. Umstritten ist, inwieweit und wann sie ein begrenzteres Warnsystem verwendeten, CodeRED genannt, das seine Abonnenten per Telefon warnt. Das „Camp Mystic“ lag in einem Gebiet, das 2011 durch die FEMA als „Special Flood Hazard Area“ eingestuft und später auf Antrag der Betreiber in Teilen davon ausgenommen worden war. Das Camp war noch am 2. Juli, zwei Tage vor der Überschwemmung, einer Sicherheitsinspektion unterzogen worden.

## Bilder

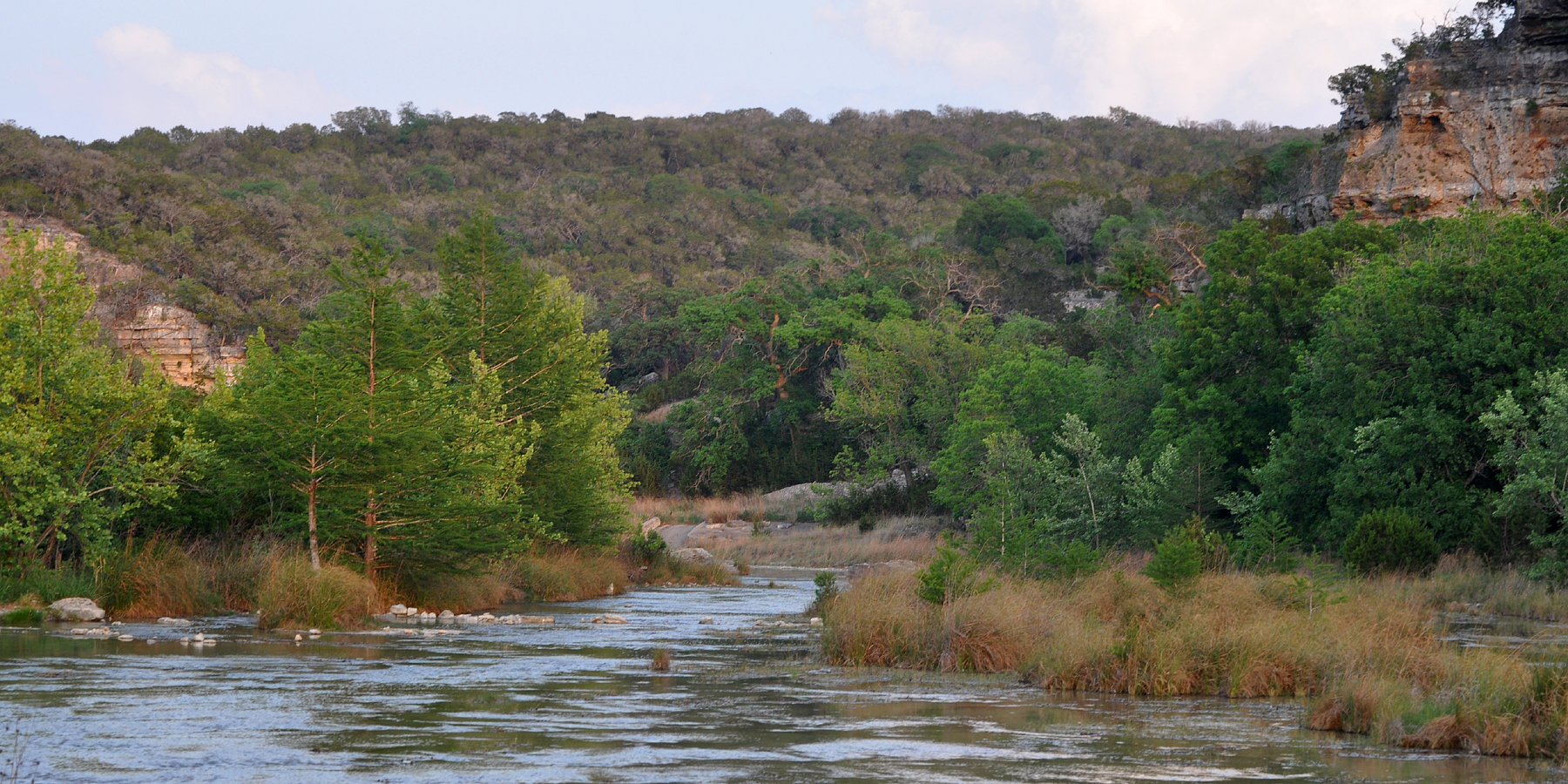
Guadalupe River im Kerr County
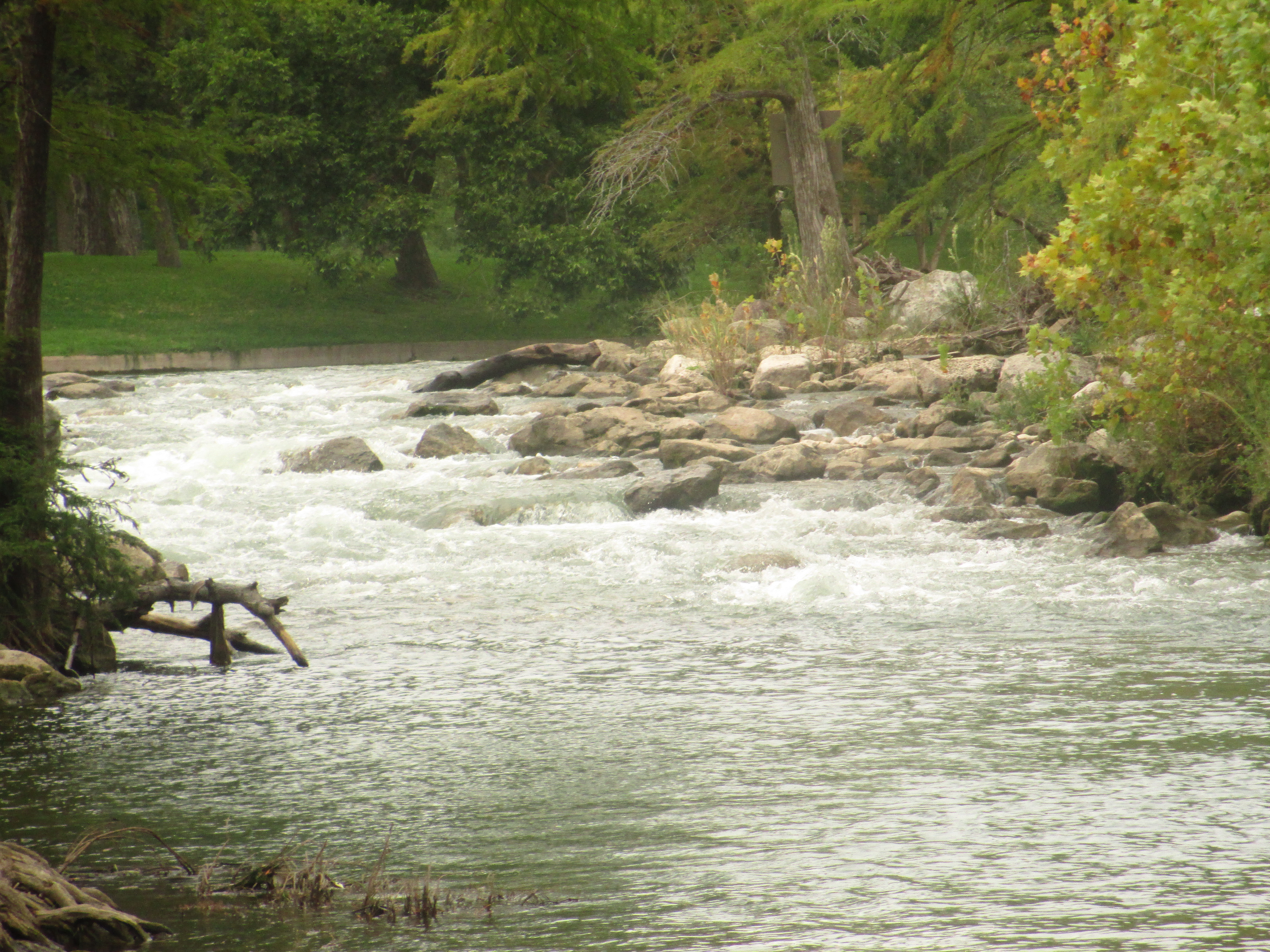
Guadalupe River in Gruene
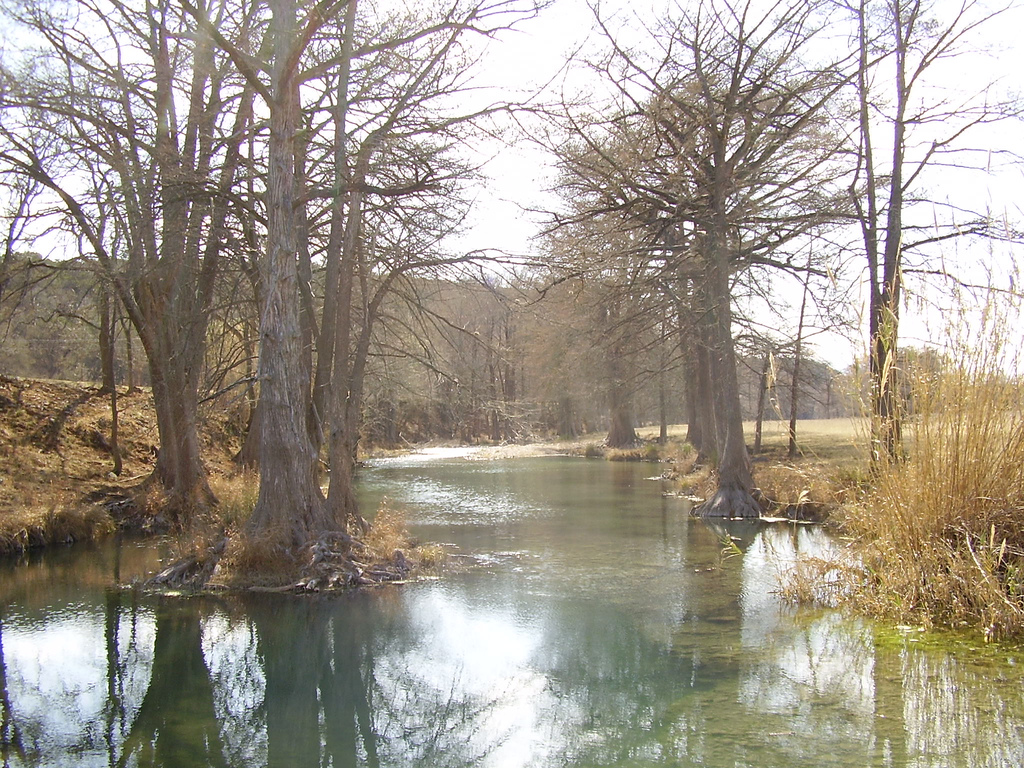
Guadalupe River nahe Hunt im Texas Hill Country
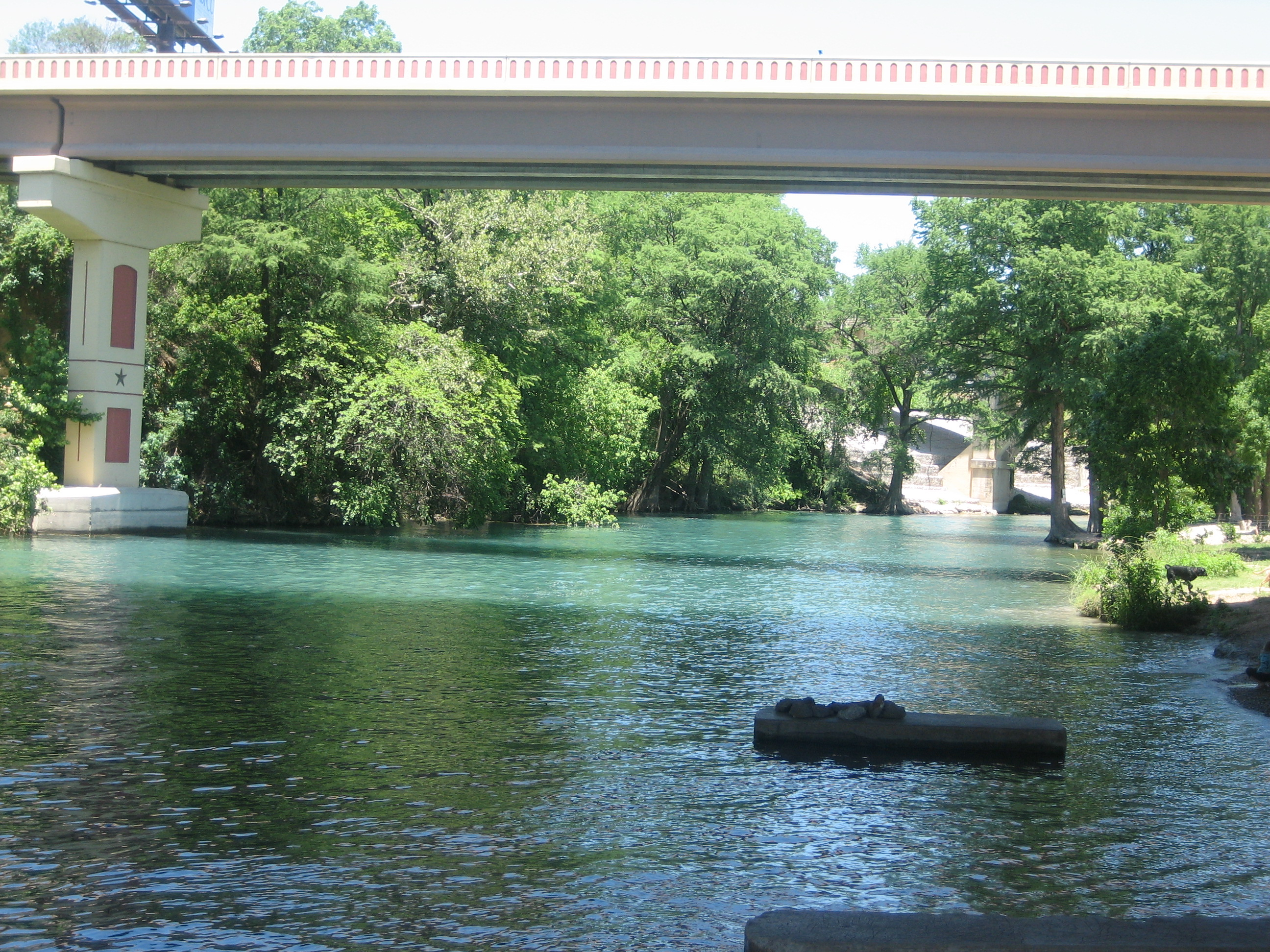
Guadalupe River unter der Interstate 35 in New Braunfels
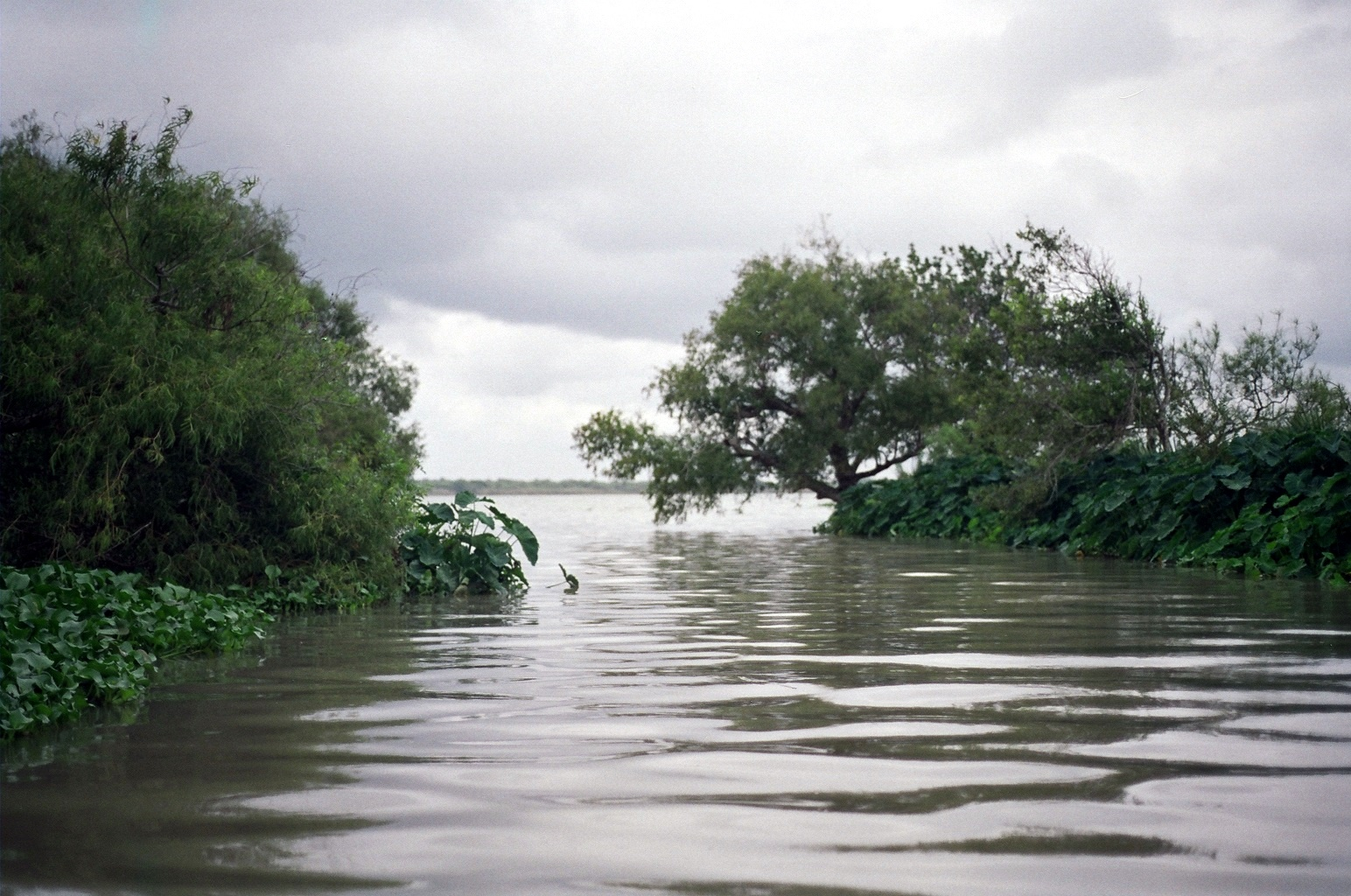
Mündung des South Guadalupe River
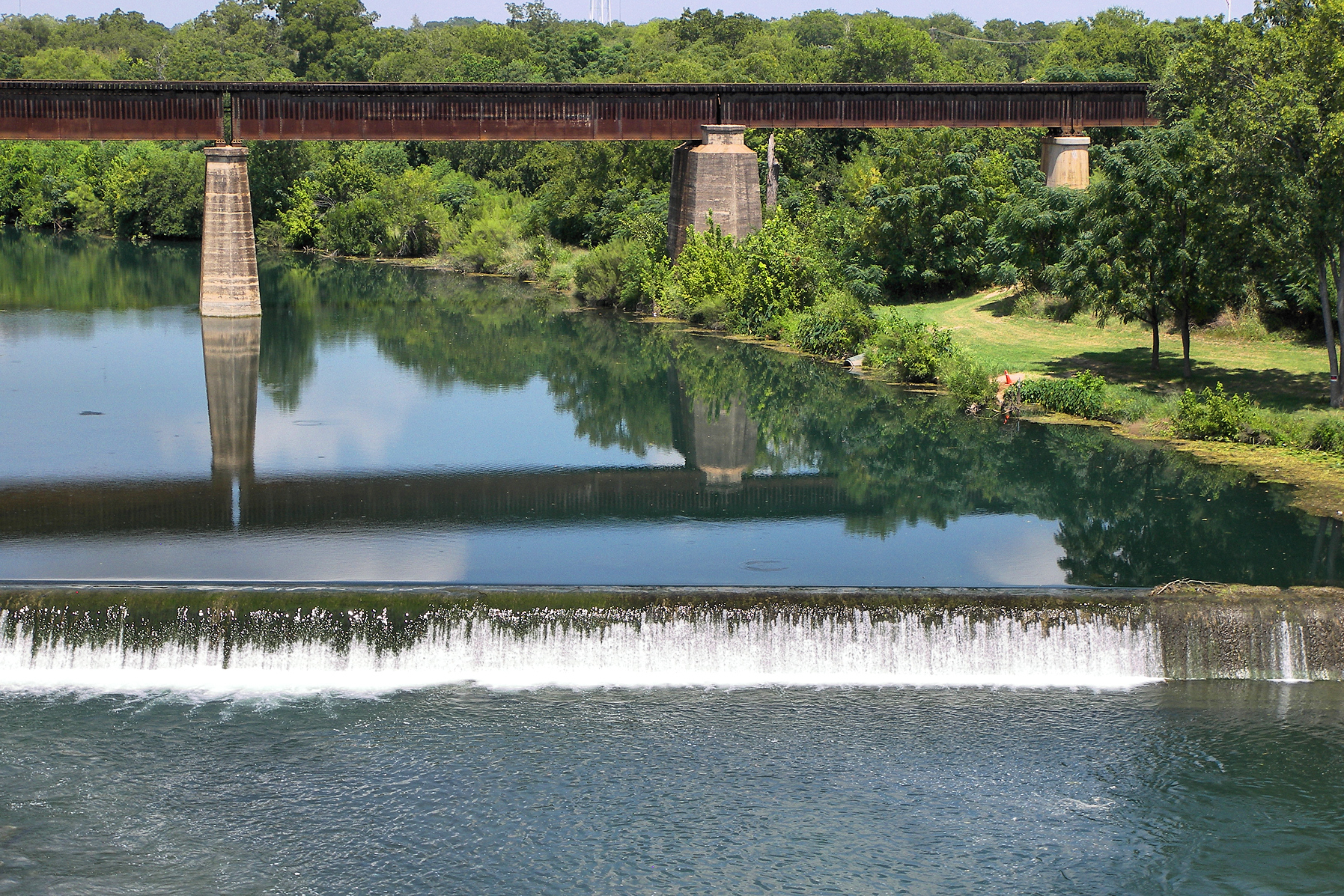
Guadalupe River bei New Braunfels
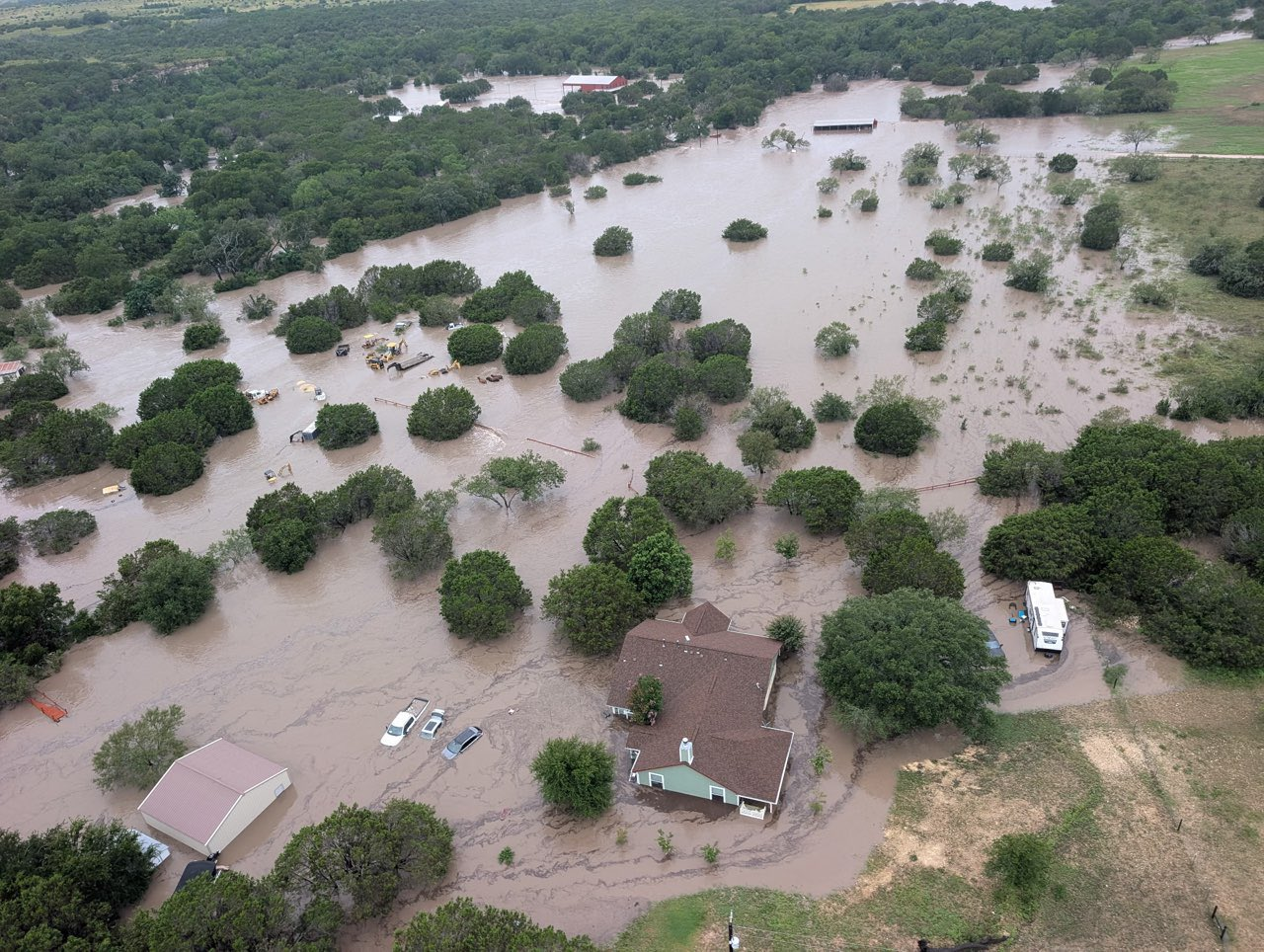
Überschwemmung am 5. Juli 2025

## Sehenswertes
- Riverside Nature Center in Kerrville[27]